# Cacostatia saphira
Cacostatia saphira är en fjärilsart som beskrevs av Otto Staudinger 1875. Cacostatia saphira ingår i släktet Cacostatia och familjen björnspinnare. Inga underarter finns listade i Catalogue of Life.